# Carlos Urizar
Carlos Urizar Vargas (16 gennaio 1957) è un ex calciatore boliviano, di ruolo difensore.

## Carriera

### Club
Ha sempre giocato nel campionato boliviano, che ha anche vinto per 3 volte.

### Nazionale
In nazionale ha disputato 8 incontri, tutti nel 1983, anno nel quale ha anche partecipato alla Coppa America.

## Palmarès

### Club

#### Competizioni nazionali
- Campionato boliviano: 3

Bolivar: 1982, 1983, 1985